# Дъбова махала
Дъ̀бова махала̀ е село в Северозападна България. То се намира в община Брусарци, област Монтана.
Основното училище в селото е закрито отдавна. В селото функционират два магазина и две кръчми.

## География
Дъбова махала се намира в Дунавската хълмиста равнина, на десния бряг на река Лом на около един километър от реката и на девет километра от река Дунав, на 114 м надморска височина. Районът на Дъбова махала е включен в Севернобългарската лесостепна зона.
Притежава плодородно землище с тъмносиви горски почви и ерозирани излужени черноземи.
Има железопътна спирка на линията Мездра-Видин; има шосейни връзки с Лом, Видин, Белоградчик, Монтана, Враца и София, като отстои на 4,9 км от общинския център Брусарци, 27 км от Лом, 46 км от Видин, 39 км от Белоградчик, 41 км от Монтана, 78 км от Враца и 148 км от София.

## Климат
В климатично отношение Дъбова махала спада към северния климатичен район на Дунавската хълмиста равнина. Този район обхваща най-ниската част на Дунавската равнина, като южната му граница се простира на около 30 – 40 км от р. Дунав. Близостта на планинските вериги Стара планина и Карпати, както и отдалечеността от големи водни басейни оказват влияние върху климата на района. Формирайки се под влияние на океански и континентални въздушни маси от умерените географски ширини, климатът е умерено-континентален с относително студена зима и горещо, с недостатъчно валежи лято. Средногодишната температура е 12,1ºС. Средната температура през зимата е -0,2ºС с най-ниски температури, достигащи до -24ºС.
Годишните валежи за района на Дъбова махала са между 550 – 600 мл./м2. Най-много валежи падат през май и юни – 50 – 90 мл./м2, най-малко през август, септември и февруари – 20 – 30 мл./м2. Неблагоприятно е лошото им разпределение в различните години с често случващи се продължителни засушавания.
Поради своето сравнително открито положение – липса на планински прегради наблизо – селото често е изложено на въздушни течения. Преобладават северозападните, западните, северните и североизточните ветрове. Най-слабо проявление имат югоизточните и източните ветрове. Средната скорост на вятъра е 2 м/сек, а средният годишен брой дни със силен вятър – 22.
Първата снежна покривка се образува средно към 5 – 10 декември, а в отделните години и по-рано. Средният брой на дните със снежна покривка е 65, дните със снеговалеж са 21.
Лятото е горещо със средна температура от 22,4ºС, а най-високите стойности достигат до 30º-40ºС. Най-високата измерена стойност е 42,3ºС в отстоящия на 26 км град Лом и 45ºС в намиращия се на около 40 км град Бойчиновци.
Броят на дните с мъгла през годината е 30 – 40 поради разположението на селото в низината на реките Дунав и Лом, като най-висок е броят на дните с мъгла през ноември и декември.

## История
В стари документи Дъбова махала се споменава като Али Дубова махала. Народното предание извежда названието на селото от името на някогашния владетел на чифлика Хаджи Дубан. Според други изследвания е заселено от някой си Ахмед арнаутина с прякор Дубата. Дуба се наричала голяма лодка, с която по Дунава се превозвали пътници и стоки.
Ахмед получил земя от видинския Хюсеин паша за заслуги. Имотът не бил голям, но той заграбил от околните села и така уголемил владението си. Съградил кула, направил воденица и с ангария прокопал вада. По този начин се образувал чифлик. Там заселил най-напред няколко къщи от двете страни на вадата. Постепенно броят на къщите достигнал 20, като жителите работели земята на изполица. След Освобождението селяните откупили земята от наследниците и станали нейни стопани. През 1890 г. Дъбова махала имала 29 къщи и население от 201 души. Днес значителна част от жителите са потомци на преселници от Белоградчишко.
Дъбова махала участва в мащабното селско въстание от 1850 г. в Северозападна България срещу османското владичество. На съвещанието в Раковишкия манастир през пролетта на 1850 г., където се подготвя въстанието, селото според запазени документи е представено от „кнез Петър и чорбаджи Неделкйо“.
На паметник в центъра са издълбани имената на убитите участници във войните за национално обединение 1912 – 1918.
Вследствие миграционните процеси населението на селото след 1944 г. непрекъснато намалява. Докато жителите през 1975 г. например са били все още 273, през 2009 г. са вече по-малко от 100.
В Дъбова махала няма обособена ромска махала. Преди 1989 г. има само две напълно интегрирани ромски семейства. След демократичните промени се заселват няколко нови представители на ромския етнос.

Доминиращото вероизповедание е източноправославното.

## Културни и природни забележителности
На около един километър северозападно от селото тече реката Лом, която е практически незасегната от промишлени замърсявания. Поради това е добре зарибена, а плажът, къпането и прането в нея са възможни без ограничения. През лятото температурата на водата достига 28 – 29ºС. В околностите на реката се разкриват хубави природни гледки. Възможни са туристически преходи пеша и с велосипед.

## Редовни събития
- 1 май – събор на селото.

## Видни личности
Методи Маджаров – учител, загинал в Първата фаза на Втората Световна война, погребан в двора на училището